# Melanolophia dextera
Melanolophia dextera là một loài bướm đêm trong họ Geometridae.